# CGS-15943
CGS-15943 este un drog.
1. 1 2  „CGS-15943”, CGS-15943 (în engleză), PubChem, accesat în 3 octombrie 2016
2. ↑  CGS-15943 (în engleză), ChemSpider, accesat în 3 octombrie 2016
3. ↑  CGS-15943 (în engleză), ChEMBL, accesat în 3 octombrie 2016